# Лихтнегль, Карел
Карел Лихтнегль (чеш. Karel Lichtnégl; 30 августа 1936[…], Годонин — 15 января 2015, Брно) — чехословацкий футболист, играл на позиции нападающего. Серебряный призёр Олимпийских игр (1964).

## Биография

### Клубная карьера
Начал профессиональную карьеру в пражском «Динамо», за который играл в течение недолгого времени. Затем он перешёл в «Дуклу» из Пардубице. В составе «Дуклы» Лихтнегль играл в течение двух сезонов и в 1959 году перешёл в «Руду Гвезду», в составе которой проявил результативно. 9 апреля 1961 года в матче чемпионата с «ТЕ Спартак Прага Соколово» оформил быстрый хет-трик за 3 минуты, а «Гвезда» выиграла со счётом 5:3. Этот хет-трик является рекордным в истории чемпионата Чехословакии и Чехии.
В 1962 году перешёл в «ТЕ Спартак ЗЯШ», в котором суммарно за два периода сыграл семь сезонов и стал лидером атакующей линии вместе с Властимилом Бубником. Завершил карьеру в одном из клубов низшего дивизиона «Спартак» из Брно.

### Карьера в сборной
В составе сборной Чехословакии Лихтнегль принимал участие на олимпийском футбольном турнире 1964 года, где был основным игроком. Он сыграл в 5 матчах на турнире и забил 2 гола в играх со сборными Южной Кореи (6:1) и ГДР (2:1). По итогам турнира сборная Чехословакии завоевала серебряные медали, проиграв в финале сборной Венгрии со счётом 1:2.

### Смерть
Скончался 15 января 2015 года в Брно в возрасте 78 лет.